# Xiaomi Mi
Pour les articles homonymes, voir Mi.
 (novembre 2017).
Si vous disposez d'ouvrages ou d'articles de référence ou si vous connaissez des sites web de qualité traitant du thème abordé ici, merci de compléter l'article en donnant les références utiles à sa vérifiabilité et en les liant à la section « Notes et références ».
Xiaomi Mi est le premier téléphone Android de Xiaomi.